# 세계 과학 공학 기술 학회
세계 과학 공학 기술 학회(世界科學工學技術學會；영어: World Academy of Science, Engineering and Technology) 또는 와셋(WASET)은 허위 논문을 출판하고 허위 회의를 여는 약탈적 출판지로, 제프리 빌과 막스 플랑크 협회 등이 와셋을 약탈적 출판지로 분류했다. 2018년 기준으로 와셋의 연간 추정 수익은 4백만 달러다.

## 조직
와셋은 터키에 근거지를 두고 있으며 등록은 아제르바이잔에 돼 있다. 윈도우 서버 도메인은 2007년에 등록됐으며 연락처는 두바이로 돼 있다. 와셋이라는 이름을 갖기 전에는 '엔포르마티카(Enformatika)'라는 이름으로 알려져 있었다. 전직 과학 교사인 제말 아르딜이 그의 딸인 에브루, 아들인 보라의 도움을 받아 운영한다. 아르딜은 또한 와셋의 웹사이트에 가장 많은 글을 올린 사람이다.

## 학술회의
와셋은 1년에 수천 개의 학술회의를 연다고 주장하며, 학술회의들의 이름은 실제 학술회의들의 이름과 같거나 비슷하다. 실제 학술회의들은 와셋이 같은 이름으로 허위로 여는 학술회의들을 경고한 바 있다. 토론토 대학교는 2015년에 와셋이 토론토 대학교에서 학술회의를 열다는 홍보에 대해 허위라며 주의를 당부한 바 있다. 2018년 기준으로 와셋은 49,844개의 학술회의를 홍보하고 있는데, 대부분은 이름이 서로 비슷하다. 수백 개의 학술회의들은 같은 장소에서 동시에 열린다고 알려지기도 하는데, 한 예로 2016년 2월에 리우데자네이루의 한 호텔에서 116개의 학술회의들이 열린다고 알려졌다.
학술회의의 질은 낮으며 누구나 등록비만 내면 논문을 발표할 수 있다. 와셋은 연구자들의 이름을 동의 없이 허위 학술회의의 임원 목록에 등재한다.

## 인용 지수
스코퍼스는 2009년부터 와셋이 출판한 학술지들의 인용 지수를 매겼으나 2011년부터 평가를 취소했다.

## 언론 보도
2013년에 과학 저널리스트 존 보해넌은 와셋의 학술지 가운데 하나인 《국제 의학 약학 생물학 생명과학 저널(International Journal of Medical, Pharmaceutical, Biological, and Life Sciences)》에 가짜 논문을 투고한 뒤 《사이언스》에 연구 결과를 올렸다.
2018년 7월에 ARD와 ORF, 바이에른 방송, 《쥐트도이체 차이퉁》, 《르 몽드》 등의 저널리스트들이 합동으로 연구를 진행하고 와셋을 포함한 약탈적 출판지들에 관한 글을 게재했다. 저널리스트들은 2018년 데프 콘 회의에서 '가짜 과학 공장의 내부에서(Inside the Fake Science Factory)'라는 이름으로 연구 결과를 밝히며 와셋의 허위성을 공개했다.
2018년 9월 12일 대한민국 교육부와 과학기술정보통신부는 대한민국의 대학과 과학기술원, 과학기술분야 정부출연연구기관의 와셋을 포함한 약탈적 출판지와 허위 학술회의 참가 실태를 조사한 결과를 발표했는데, 조사 대상 기관 가운데 108개 기관에서 연구자 1,317명이 와셋 등이 주관한다는 허위 학술회의에 참가한 것으로 드러났다.